# Alchemilla pyrenaica
Alchemilla pyrenaica là loài thực vật có hoa trong họ Hoa hồng. Loài này được Duf. mô tả khoa học đầu tiên.